# Timbres de Polynésie française 2007
Cet article recense les timbres de Polynésie française en 2007 par l'Office des postes et télécommunications (OPT).

## Généralités
Les timbres portent les mentions « Polynésie française RF Postes 2007 » (nom de la collectivité / République française / opérateur postal / année d'émission) et une valeur faciale en franc pacifique (XPF).
Ils servent pour affranchir le courrier au départ de ce pays d'outre-mer.
Le programme philatélique et son application sont de la compétence de l'Office des postes et télécommunications de Polynésie française. Phil@poste et son imprimerie à Périgueux assurent uniquement la mise à disposition des moyens artistiques et techniques nécessaires à la création et l'impression, ainsi que la vente aux collectionneurs passant par le service de vente par correspondance de La Poste.

## Légende
Pour chaque timbre, le texte rapporte les informations suivantes :
- date d'émission, valeur faciale et description,
- description technique (le format est donné ainsi : longueur horizontale × longueur verticale), méthodes d'impression,
- formes de vente,
- artistes concepteurs et genèse du projet,
- manifestation premier jour,
- date de retrait, tirage et chiffres de vente,

ainsi que les informations utiles pour une émission donnée.

## Janvier

### Savates et surf
Le 24 janvier, sont émis deux timbres autocollants de 60 francs pacifiques (« Savates ») et de 90 XPF (« Surf »). Le premier montre une paire de savates ou tongs blanches décorées de fleurs rouges, dotées d'une corde noire et posées sur un fond bleu. Le surf, sport natif des archipels du Pacifique, est incarné par trois planches posées à la verticale sur une plage ensoleillé. Les objets dessinés sur ces deux timbres portent le nom de l'île de Tahiti.
Les timbres autocollants de 2,6 × 3,6 cm sont dessinés par E. Vieille Blanchard et imprimés en héliogravure en feuille de vingt-cinq unités.
Le cachet premier jour « Savates & surf » est daté du 24 janvier et du bureau de Papeete.
Ces timbres ont fait l'objet de deux tirages différents.
En effet, le premier tirage présente des timbres juxtaposés, sans possibilité de les découper.
L'Office Philatélique de Tahiti a donc décidé de procéder à un nouveau tirage, les timbres étant séparés par un prédécoupage.
Le premier tirage est daté du 02/01/07. 200 000 exemplaires de chaque.
Le deuxième tirage est daté du 13/02/07 (60f savates) et du 14/02/07 (90f surf). 100 000 exemplaires de chaque.
Les timbres du premier tirage ont été vendus en feuille entière.
5 600 enveloppes premier jour sont émises en tout, dont 2 200 pour la vente en métropole.

## Février

### Année du cochon
Le 19 février, à l'occasion du Nouvel An chinois la veille, est émis un timbre de 130 XPF pour l'année du cochon. Au bord d'un lac baignant un temple chinois, une truie veille sur ses quatre petits.
La peinture bordée de violet est signée Cédric Sengues. Le timbre de 3,6 × 2,6 cm est imprimé en sérigraphie en feuille de vingt-cinq exemplaires.
Le cachet premier jour du 19 février de Papeete représente un cochon et son petit sous la mention calligraphiée « Année du Cochon ».
Le tirage est de 200 000 timbres, dont 20 000 vendus par Phil@poste en France métropolitaine ; et de 2 800 enveloppes premier jour (1 100 pour une vente directe en métropole).

## Mars

### Femmes en Polynésie
Le 8 mars, à l'occasion de la journée internationale de la femme, sont émis deux timbres titrés « Femmes en Polynésie » reproduisant deux œuvres d'artistes ayant immigré en Polynésie française. 
Le 60 XPF « Mara » est une peinture de Mathius, artiste de métropole installé à Tahiti depuis 1970, créateur de l'artographie (une technique de peinture assistée par ordinateur). 
Le 90 XPF est la photographie d'une habitante des îles portant une couronne végétale sur la tête et une couronne de fleurs autour du cou. Elle est réalisée par le Britannique John Stember installé à Tahiti après un voyage en voilier depuis New York en 2001 ; ce voyage a donné l'ouvrage Te Hine Manea.
Les timbres de 3 × 4 cm (horizontal pour le 60 XPF, vertical pour le 90 XPF) sont imprimés en offset en feuille de vingt-cinq exemplaires.

### Cour des comptes 1807-2007
Le 19 mars, dans le cadre d'une émission conjointe des sept administrations postales qui couvrent le territoire français, est émis un timbre commémoratif de 90 XPF pour le bicentenaire de la Cour des comptes. La façade du palais Cambon apparaît sur l'illustration à travers un drapeau tricolore. En bas à droite, un des symboles de cette cour chargée de vérifier l'utilisation de l'argent public : un miroir posé devant une balance de justice.
Le timbre de 3,6 × 2,6 cm est dessiné par André Lavergne. Il est imprimé en taille-douce en feuille de vingt-cinq exemplaires.
L'illustration est identique pour les sept administrations, ainsi que l'impression en taille-douce. Les autres administrations postales concernées sont la France métropolitaine (comprenant aussi les quatre départements d'outre-mer), Mayotte, la Nouvelle-Calédonie, Saint-Pierre-et-Miquelon, les Terres australes et antarctiques françaises et Wallis-et-Futuna.

## Avril

### Coquillages
Le 24 avril, sont émis quatre timbres et un bloc les reprenant illustrés de coquillages : Lambis crocata pilsbryi (10 XPF), Cypraea thomasi (60 XPF), Cyrtulus serotinus (90 XPF) et Chicoreus laqueatus (130 XPF). Leur photographie est mise en page sur fond blanc avec une légende écrite en orange et en noir. Sur la partie supérieure du bloc, est repris l'image du Lambis crocata pilsbryi.
Les timbres de 2,6 × 3,6 cm sont imprimés en offset en feuille de vingt-cinq et en un bloc.
Le 10 francs pacifiques bénéficient d'un tirage de 280 000 timbres livrés à l'OPT ; les trois autres timbres sont tirés à 80 000 exemplaires. Pour la vente en métropole, Phil@poste reçoit un tirage de 20 000 de chacun des quatre timbres.

## Mai

### Senteur coco
Le 24 mai, pour la quatrième fois, est émis un timbre senteur de 90 XPF sentant la noix de coco. L'illustration montre deux noix vertes, dont une coupée en deux révélant sa pulpe blanche.
Le timbre de 3,6 × 2,6 cm est imprimé en offset et sérigraphie en feuille de vingt-cinq exemplaires.

## Juin

### LeSagittaireet laZélée
Le 22 juin, sont émis deux timbres de 250 XPF sur deux bateaux de l'histoire militaire de la Polynésie française. Au début de la Première Guerre mondiale, la Zélée est une canonnière coulée le 22 septembre 1914 lors du sacrifice de son bâtiment par le lieutenant de vaisseau Maxime Destremau pour empêcher l'arrivée à Papeete de deux croiseurs allemands, le Gneisenau et le Scharnhorst. Après la Seconde Guerre mondiale, le paquebot Sagittaire des Messageries maritimes sert en 1946 pour ramener en Océanie les soldats du bataillon du Pacifique. Sur les timbres, les deux navires sont représentés soit dans le port de Papeete pour le Sagittaire, soit en mer à proximité d'une île pour la Zélée.
Les timbres de 4,8 × 2,7 cm sont dessinés par Jean-Louis Saquet à partir de documents fournis par le collectionneur Christian Beslu. L'impression est réalisée en offset.
Le tirage reçu par l'OPT est de 80 000 de chacun des timbres ; 20 000 de chaque sont vendus par Phil@poste en métropole. Le tirage total est de 200 000 exemplaires.

## Juillet

### Heiva
Le 4 juillet, sont émis trois timbres de 65, 100 et 140 francs pacifiques à l'occasion du 125e Heiva, du 1er au 22 juillet 2007. Sur chaque timbre, dans un cadre noir, est reproduite la photographie d'une danseuse participant à un des concours artistiques et sportifs du Heiva.
Les images sont signées par le photographe franco-américain Danee Hazama, installé à Tahiti depuis 1996. Les timbres de 2,6 × 3,6 cm sont imprimés en offset en feuille de vingt-cinq.
L'OPT reçoit un tirage de 300 000 timbres de 65 XPF, 300 000 de 100 XPF et 200 000 de 140 XPF. En métropole, Phil@poste reçoit un tirage de 20 000 exemplaires de chacun des timbres. La série est tirée au total à 860 000 timbres individuels.

## Août

### 60eanniversaireExpédition Kon-Tiki
Le 7 août, est émis un timbre de 300 XPF pour le 60e anniversaire de l'arrivée de l'expédition du Kon-Tiki dans l'Archipel des Tuamotu, le 7 août 1947. L'équipage de ce radeau, mené par le Norvégien Thor Heyerdahl, voulut démontrer la possibilité du trajet entre l'Amérique du Sud et les îles de l'océan Pacifique avec un radeau fabriqué par des Indiens. L'illustration reproduit le dessin apposé sur les enveloppes oblitérées par la poste du Pérou : il représente le visage du dieu Kon-Tiki et une carte approximative du trajet.
Le dessin d'Erik Hesselberg, membre de l'expédition, est reproduit sur un timbre de 4,8 × 2,7 cm imprimé en offset et en sérigraphie.
Le tirage est de 100 000 timbres, dont 20 000 réservés pour la vente par La Poste en métropole.

### Scènes de la vie quotidienne
Le 29 août, est émis un timbre de 190 XPF dans la série Scènes de la vie quotidienne. La peinture reproduite présente la foule tahitienne assistant à l'arrivée du paquebot Gauguin qui effectue des croisières en Polynésie.
Le tableau d'Albert Luzuy est mis en page sur un timbre de 4,8 × 2,7 cm imprimé en offset en feuille de dix exemplaires.
Le tirage est de 180 000 timbres, dont 20 000 réservés pour la vente par La Poste en métropole.

## Septembre

### Papeete d'hier et d'aujourd'hui
Le 26 septembre, sont émis deux timbres confrontant deux images de Papeete d'hier (100 XPF) et d'aujourd'hui (75 XPF). Les deux images montrent l'évolution de la rue de la Petite-Pologne, devenue en 1953 rue Paul-Gauguin, entre 1907 et la réfection des trottoirs visibles sur la carte postale du 100 francs et 2007 (avec la présence d'un agence bancaire et une autre d'assurances).
La carte postale de Frank Holmes issue de la collection de Christian Beslu et la photographie de W. BRINGOLD sont mis en page avec un cadre de couleur (bleu pour le 75 XPF, rouge pour le 100 XPF). Les timbres sont imprimés en offset.

## Octobre

### Monnaies anciennes
Le 26 octobre, sont émis trois timbres reproduisant d'anciens billets de banque de nécessité créés pour pallier des pénuries de billets officiels causées par les deux guerres mondiales en métropole. Le premier sur le timbre de 65 XPF est un billet de 2 francs imprimé par la Chambre de commerce des Établissements français de l'Océanie vers la fin de la Grande Guerre en Europe. Pour la Seconde Guerre mondiale, le timbre de 140 XPF reproduit un billet de deux francs bleu de 1942 portant une croix de Lorraine, tandis que celui de 500 XPF montre un billet de cinquante centimes à décor rouge de 1943.
Les timbres de 4,8 × 3,6 cm sont gravés par Yves Beaujard d'après des exemplaires de la collection de Christian Beslu. Ils sont imprimés en taille-douce en feuille de dix.
Le tirage est de 100 000 timbres de 65 francs, de même pour le 140 XPF, et 80 000 pour le 500 XPF, dont vingt mille exemplaires de chaque valeur sont réservés à la vente par La Poste en métropole.

## Novembre

### Fleurs de Polynésie
Le 8 novembre, sont émis deux timbres sur des fleurs polynésiennes : des hibiscus sur le 100 francs pacifiques et des « oiseaux de paradis » sur le 140 francs.
Les timbres sont dessinés par Olivier Louze et imprimés en sérigraphie.

## Décembre

### Dessins d'enfants
Le 6 décembre, est émis un timbre de Noël de 100 francs pacifiques reproduisant un dessin d'enfant : le Père Noël et des habitants d'une île polynésienne célèbrent Noël.
Le dessin de Nalukea Besineau est mis en page sur un timbre de 3,6 × 2,6 cm imprimé en offset en feuille de vingt-cinq exemplaires.

### Sources
- La presse philatélique française, dont les pages nouveautés de l'Écho de la timbrologie et de Timbres magazine,
- le catalogue de vente par correspondance de La Poste française et les brochures de présentation de l'OPT de Polynésie reproduites sur son site internet.